# De bronzen kabouter
De bronzen kabouter is een  stripverhaal uit de reeks van Jerom. Het hoort bij de "Groene Reeks (De gouden stuntman)" en de eerste druk is van 1964.

## Locaties
- Huis van tante Sidonia, park van baron Nobeljon (met huis en kasteel), stamkroeg van de stropers

## Personages
- Jerom, tante Sidonia, notaris, stropers, mijnheer Nemrodin, vrienden van mijnheer Nemrodin, postbode, Tinnelinus, personeel van mijnheer Nemrodin

## Het verhaal
Er komt een notaris langs bij tante Sidonia en Jerom. Hij vertelt dat baron Nobeljon is overleden en hij was een dierenvriend. Jerom en tante Sidonia worden in het testament aangewezen om op het landgoed te passen, tot er een erfgenaam gevonden is. De baron neemt tante Sidonia en Jerom mee naar het park en laat het huis zien waar ze kunnen wonen. Verderop in het park staat een groot kasteel. De notaris waarschuwt nog voor een standbeeld van een bronzen kabouter, dit standbeeld zou 's nachts in het park rondspoken. Jerom gaat als boswachter het bos in en komt in aanraking met de dieren en enkele stropers. Hij kan voorkomen dat de dieren worden gevangen of geschoten, maar kan niet voorkomen dat de stropers er vandoor gaan. Jerom ziet de bronzen kabouter in het bos en denkt dat hij heeft gedroomd. Als tante Sidonia dit hoort, besluit ze dat Jerom niet meer mag eten vlak voor hij gaat slapen. 
Ondanks het dieet, blijft Jerom de bronzen kabouter zien en hij besluit hem te helpen. Opnieuw kan hij de dieren redden. Dan komt er een brief; er is een erfgenaam gevonden en Jerom en tante Sidonia maken het kasteel klaar voor zijn komst. Mijnheer Nemrodin hoort over de stropers en vertelt dat hij ook niet van zulke mensen houdt. Hij stuurt Jerom en tante Sidonia op verlof. Maar dan blijkt dat mijnheer Nemrodin en zijn vrienden een drijfjacht organiseren. De bronzen kabouter beschermt de dieren en mijnheer Nemrodin wil wraak. Hij spant samen met de stropers en ze proberen de kabouter 's nachts te pakken te krijgen. Jerom en de kabouter kunnen de stropers verslaan, maar mijnheer Nemrodin probeert met dynamiet de bronzen kabouter te vernietigen. Dan wordt hij bedreigd door een everzwijn en de kabouter redt zijn leven. Hierdoor komt de kabouter te laat terug op zijn standbeeld en verdwijnt hierdoor. Mijnheer Nemrodin is echter verandert door de gebeurtenis en wordt een dierenvriend. Het offer van de kabouter is niet voor niks geweest en tante Sidonia en Jerom keren terug naar huis.